# 네이블 (기업)
주식회사 네이블(영어: Nable)은 2003년 설립된 유무선 융합 통신솔루션 및 통신보안 솔루션 전문 기업으로, 5G 네트워크 솔루션, Enterprise 솔루션, IoT 솔루션 등을 공급하고 있다.